# Polleur
Polleur (en wallon Poleur) est un village au bord de la Hoegne, au sud de la ville de Verviers, dans la province de Liège, en Belgique. Administrativement il fait partie de la commune de Theux (Région wallonne). Lors de la restructuration communale une partie du village fut transférée vers la commune de Verviers. C'était une commune à part entière avant la fusion des communes qui fut effective en janvier 1977. Son territoire englobait le village de Jehanster qui, au moment de la fusion des communes, fut divisé entre les municipalités de Theux et de Verviers.

## Évolution démographique
- Sources : INS, Rem. : 1831 jusqu'en 1970 = recensements, 1976 = nombre d'habitants au 31 décembre.

## Histoire
Philippe de Commynes a écrit dans ses Mémoires que l'armée de Charles le Téméraire fut contrainte de quitter le pays parce que, le froid venant, la faim s'y faisait sentir et le vin gelait tant qu'il fallait le découper à la hache. Le duc Charles, quatrième et dernier duc de Bourgogne (de la branche des Capétiens-Valois) venait d'incendier Liège le 3 novembre 1468.
Après l'incendie de Liège, Charles le Téméraire campa à Polleur pour surveiller le ravage du pays de Franchimont.
Lors de la révolution liégeoise, les délégués des cinq bans du marquisat de Franchimont (Jalhay, Sart, Spa, Theux et Verviers) se réunirent du 26 août 1789 au 23 janvier 1791, à Polleur d’abord, puis à Theux et ensuite à Spa : en vingt-cinq séances, les Franchimontois proclamèrent une Déclaration des Droits de l’Homme et du Citoyen (16 septembre 1789) plus radicale que celle qu’adoptait alors la France. Cette assemblée est connue sous le nom 'Congrès de Polleur', qui a donné son appellation à la route qui relie Theux à Polleur.

## Patrimoine et culture

### Patrimoine architectural

#### Église Saint-Jacques
La construction de l'église Saint-Jacques de Polleur date du XVe siècle.
La caractéristique de cette église est de posséder un clocher tors dextrogire (de gauche à droite) composé de deux parties. La partie inférieure, d'où s'élève une flèche composite octogonale bâtie volontairement torse, repose sur une base carrée. La flèche se raccorde à la partie supérieure également octogonale mais droite.
La tour et la flèche de l'église Saint-Jacques sont inscrites au patrimoine immobilier classé de Theux (arrêté du 25 janvier 1935).
Une réplique de la Grotte de Lourdes a été réalisée devant l'église.

#### Vieux Pont de Polleur
Un pont romain, le vieux pont de Polleur ou pont du Coucou, construit en moellons calcaires, traverse la Hoëgne. C'est à cet endroit qu'a lieu la fête du Coucou. Sur le pont, on peut voir deux statuettes représentant le Christ et la Vierge Marie.
Le vieux pont de Polleur est inscrit au patrimoine immobilier classé de Theux (arrêté du 24 juillet 1936).

#### Anciennes maisons
Polleur abrite des maisons et des fermes du XVIIIe siècle.

### Culture

#### Événements

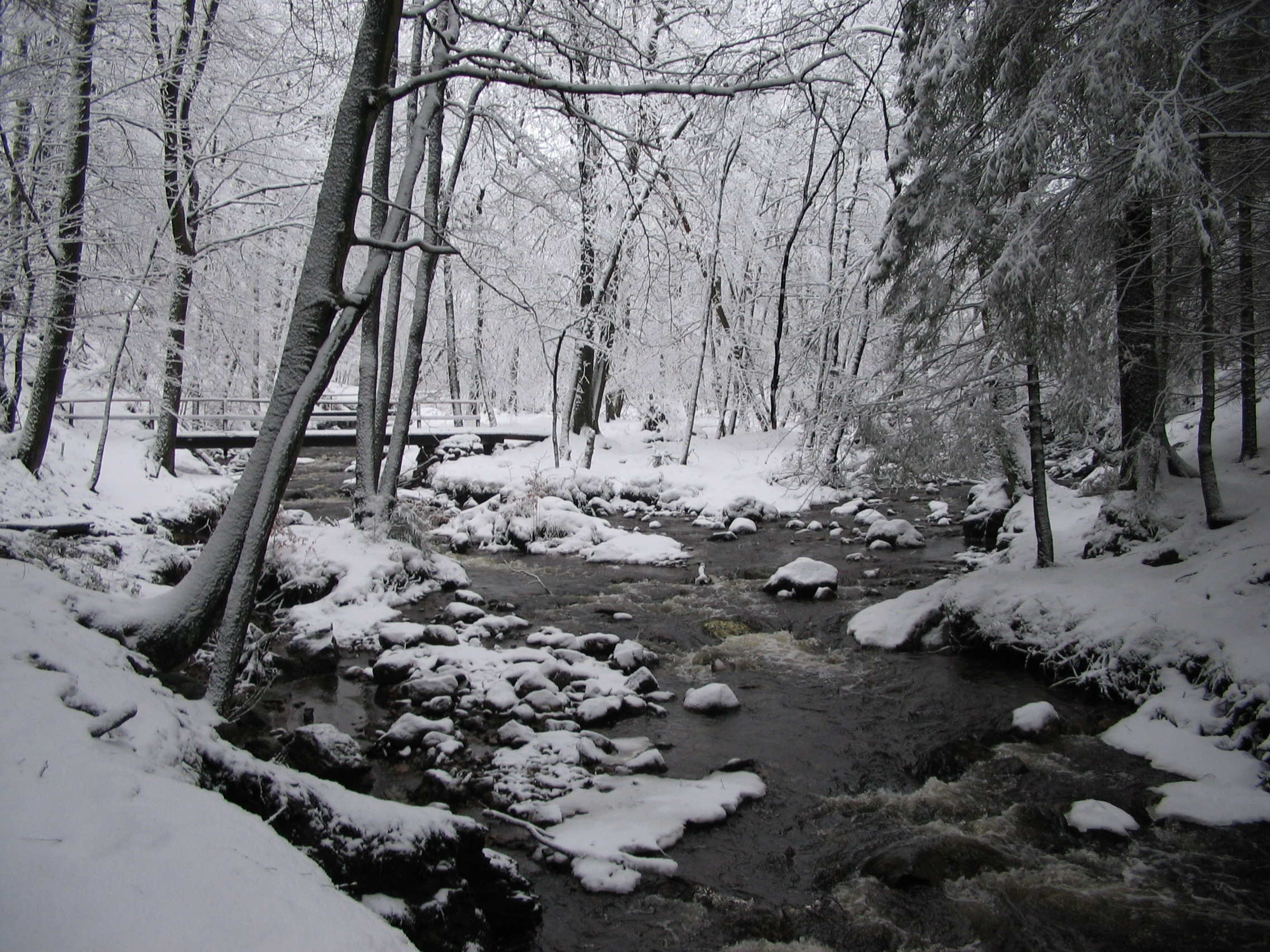
La Hoëgne sous la neige

La fête du Coucou : chaque année paire, fin juillet, le dernier marié de l'année est jeté dans l'eau de la Hoëgne, rivière qui naît dans la Fagne de Polleur et porte le nom de Polleur sur ses premiers kilomètres. L'histoire raconte qu'un animal fantastique (la « bête de Staneux », sorte de centaure) menaçait les habitants. Les paysans décidèrent une nuit de le capturer. Tous partirent en forêt, sauf le jeune marié qui préféra meilleure occupation... La bête fut capturée, mais, après l'avoir jugé devant un tribunal populaire, on punit le « coucou » (pour couardise) en le plongeant dans la rivière,,,.
Polleur accueille, le 1er mai, de nombreux brocanteurs à l'occasion de sa brocante annuelle.

## Galerie de photographies

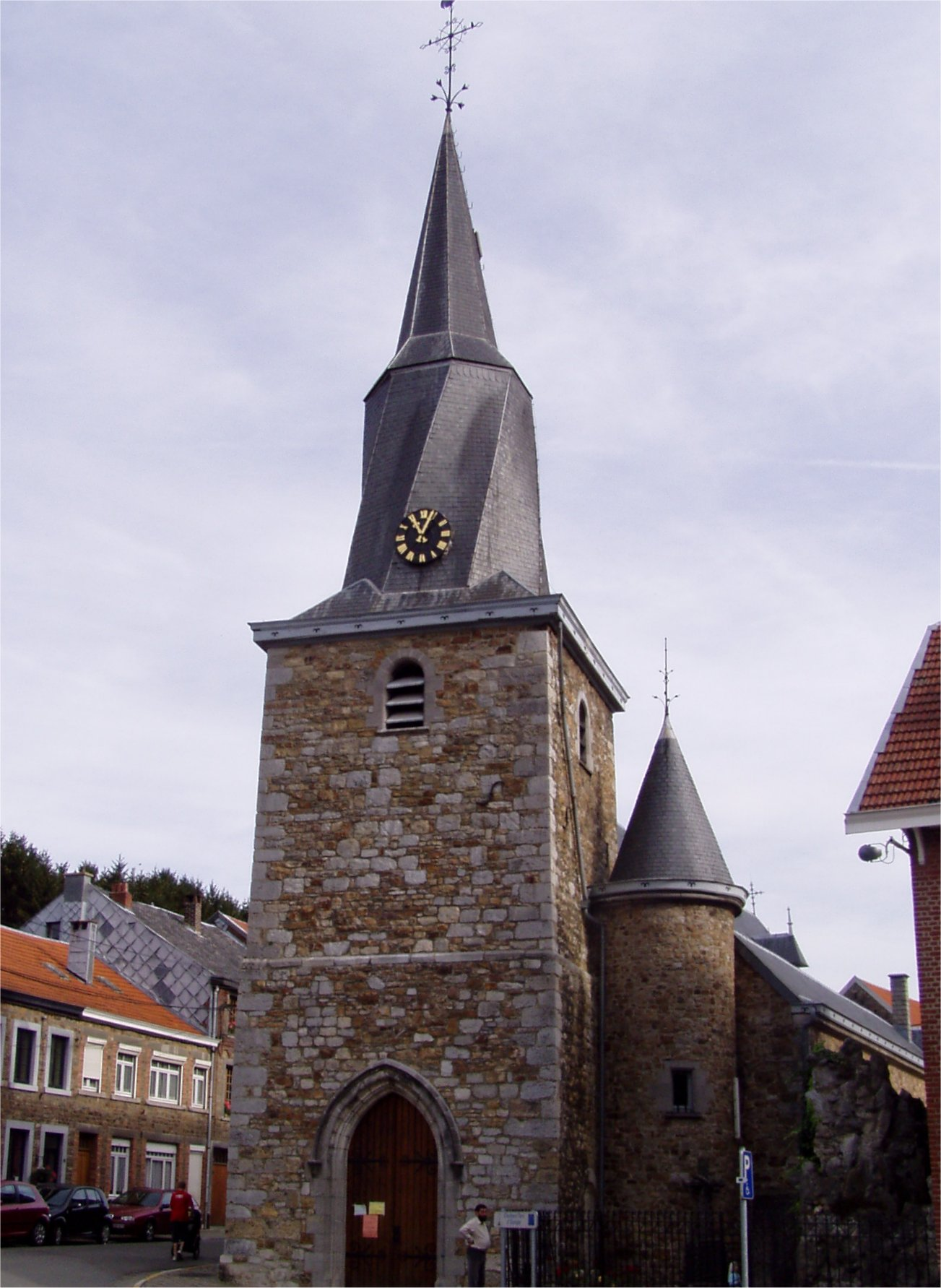
L'église Saint-Jacques.
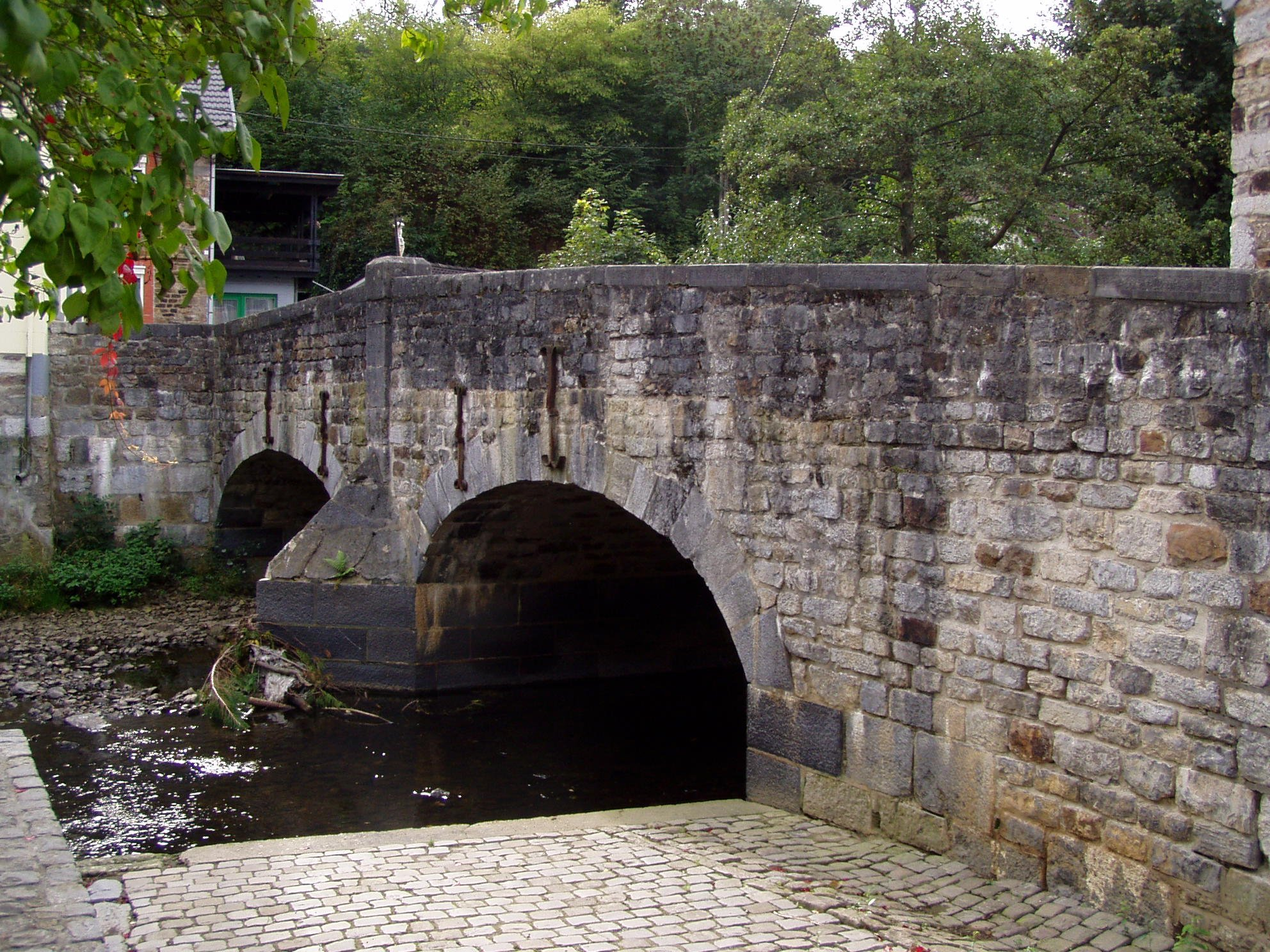
Le vieux pont de Polleur ou pont du Coucou.
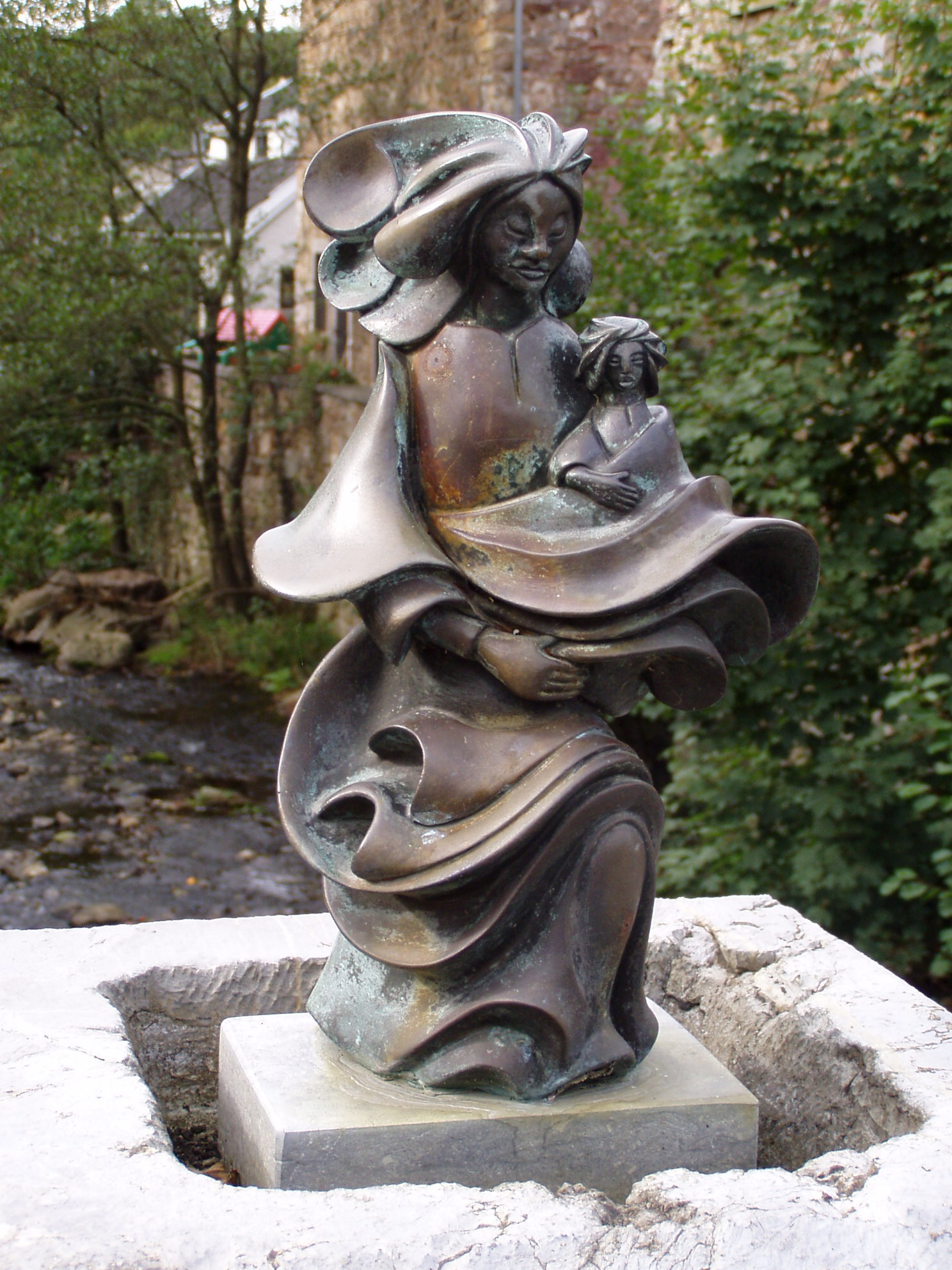
Statuette de la Vierge sur le vieux pont de Polleur.
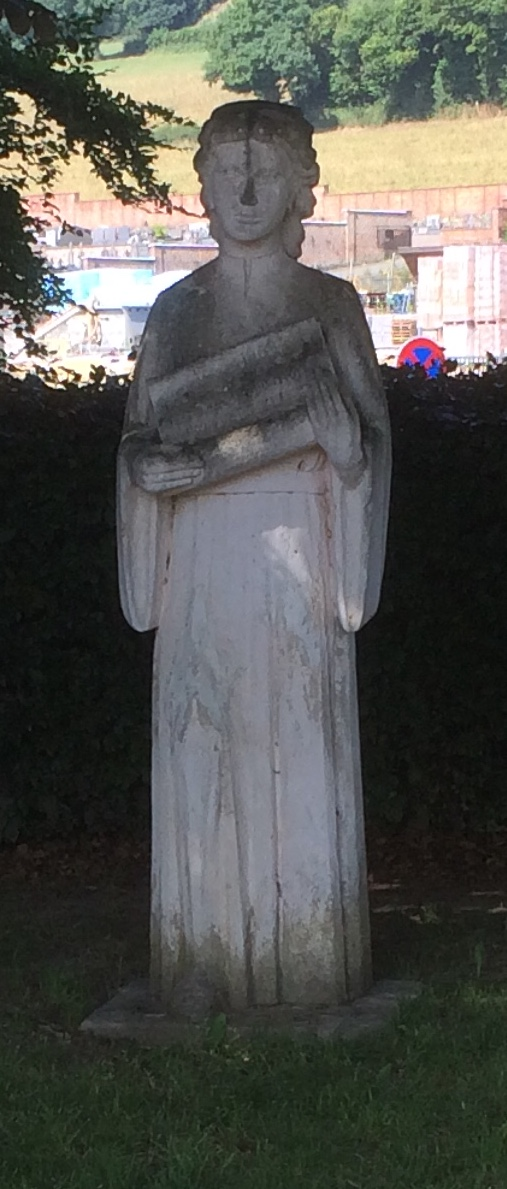
Statue commémorative de la Déclaration des Droits de l'Homme et du Citoyen pour le Franchimont.

## Personnalités
- Maurice Maréchal (Waremme, 1922 - Polleur, 2008), professeur de lettres et auteur de bande dessinée[13].
- Raymond Macherot (Verviers, 1924 - Polleur, 2008), auteur de bande dessinée[14], [15], [16].
- Arnold Couchard (né à Polleur en 1942), éditeur et écrivain francophone[17].
- Raymond Héroufosse (né en 1944), fondateur des éditions Noir Foncé à Polleur[18].
- Pol Noël (né à Polleur le 15 août 1945), conteur, écrivain francophone, écrivain wallon, écrivain en langage populaire, essayiste, fondateur des éditions "À l'Enseigne du Chat volant"[19],[20],[21].
- Anne Liégeois (Fays-Polleur, 1948 - Theux, 2013), illustratrice, dessinatrice et graphiste[22].
- Guy Cabay (né à Polleur en 1950), musicien de jazz[23].
- Albert Bodeson (né en 1966), dessinateur de bande dessinée[12], [16], [24].
- Lionel Noël. Écrivain originaire du village de Jehanster.